# Orthomiscus unicinctus
Orthomiscus unicinctus är en stekelart som först beskrevs av Holmgren 1857.  Orthomiscus unicinctus ingår i släktet Orthomiscus och familjen brokparasitsteklar. Arten är reproducerande i Sverige. Inga underarter finns listade i Catalogue of Life.